# オク・チヨン
オク・チヨン（-ジヨン、옥지영、1980年10月13日 - ）は、大韓民国の女優である。

## 人物・来歴
1980年（昭和55年）10月13日、韓国に生まれる。
ファッションモデルとして活動していたが、2001年（平成13年）、チョン・ジェウン監督の映画『子猫をお願い』のチヨン役で女優としてデビューした。

## フィルモグラフィ
- 『子猫をお願い』 Take Care of My Cat : 2001年
- 『不機嫌な男たち』 Possible Changes : 2004年
- 『人形霊』 인형사, Doll Master : 2004年
- 『ごめん、愛してる』 미안하다 사랑한다, I'm Sorry, I Love You : テレビドラマ、2004年
- 『シンソッキ・ブルース』 Shin Suk-ki blues : 2004年
- 『ピーターパンの公式』 The Peter Pan Formula : 2005年
- 『ぶどう畑のあの男』 포도밭 그 사나이 The Vineyard Man : テレビドラマ、2006年
- 『ミスター・ロビンの口説き方』 미스터 로빈 꼬시기, Seducing Mr. Perfect : 2006年
- 『お姉さんが行く』 언니가 간다, Project Makeover : 2007年
- 『セブンデイズ』 Seven Days : 2007年
- 『6年目も恋愛中』 Lovers of 6 Years : 2008年